# Baco Liner
 (décembre 2017).

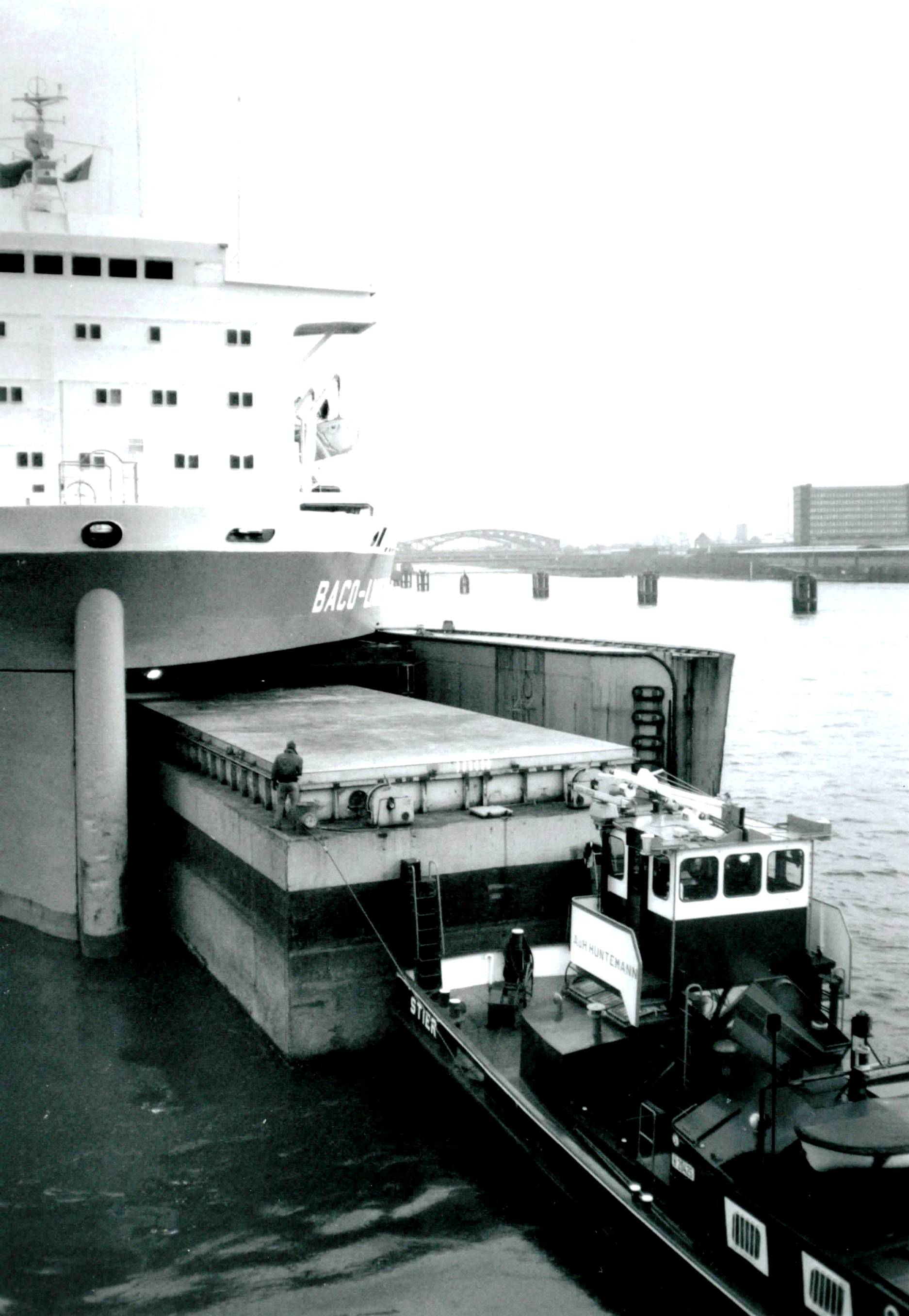
Bateau!!!

Baco Liner désigne un service de transport maritime entre l'Europe et l'Afrique qui était dirigé par la société Seerederei Bacoliner GmbH (Duisburg, Allemagne). Le nom du service correspond à l'abréviation de « Barge container ».

## Principe
Le service Barco Liner était basé sur l'idée d'utiliser des navires du type LASH (« Lighter Aboard SHip ») qui pouvaient transporter en même temps des barges ainsi que des conteneurs grâce à un système « float in - float out » : le navire ouvrait sa proue, permettant à des remorqueurs de « pousser » les barges vers l'intérieur et ainsi charger le navire. Ce système permettait au navire de décharger les barges pendant que celui-ci était au mouillage à l'entrée du port, évitant ainsi les délais en port.
Chaque navire mesurait environ 205 m de long, 28,5 m de large et opérait avec un tirant d'eau moyen de 6,65 m. Ils avaient ainsi une capacité de 12 barges (chaque barge pouvait être chargée jusqu'à 800 tonnes) et 500-650 équivalent vingt pieds. Ceci donnait à chaque bateau une jauge brute de 22 345 tonnes, un port en lourd (deadweight tonnage, DWT) de 218 000 tonnes et une vitesse moyenne de 15 nœuds.

## La flotte
Pour assurer un tel service, l'armateur Seerederei Bacoliner GmbH comptait sur une flotte de trois navires : BACO-LINER 1, BACO-LINER 2, BACO-LINER 3. Ils ont tous été construits et livrées entre 1979 et 1984 par Thyssen Nordseewerke GmbH à Emden (Allemagne). Les navires naviguaient sous un drapeau libérien et desservaient les ports entre Nouadhibou (Mauritanie) et Port Harcourt (Nigeria).
BACO-LINER 3 fut le premier navire de la flotte à être démoli en juin 2012. En juin 2013, c'est BACO-LINER 2 qui fut détruit. Pour finir, BACO-LINER 1 fut le dernier de la flotte à être démoli en août 2013. Les trois bateaux étaient âgés de 33 et 34 ans lorsqu'ils furent démolis.

## Historique
En 2007, 24 membres d'équipage Barco Liner ont été victimes d'une prise d'otage par le Mouvement pour l'émancipation du delta du Niger dans le delta du Niger.